# Sandra Mandir
Sandra Mandir, née le 4 août 1977 à Zagreb, est une joueuse croate de basket-ball évoluant au poste d'arrière. Internationale croate, elle est récompensée par une élection dans le meilleur cinq du Championnat d'Europe 2011.

## Biographie
Meilleure joueuse du ŽKK Zagreb (14 points, 4,1 rebonds, 4,1 passes décisives et 3,5 balles perdues en Euroligue), elle quitte le club fin janvier 2013 pour rejoindre Istanbul Universitesi.

## Palmarès

### Distinctions personnelles
Elle est élue dans le meilleur cinq du championnat d'Europe 2011, cinq composé des Russes Ielena Danilotchkina, sacrée meilleure joueuse de la compétition, et Maria Stepanova, de la Tchèque Eva Vítečková et de la Turque Nevriye Yılmaz.